# Le Formiche (Panarea)
Le Formiche sono un gruppo di scogli dell'Italia appartenente all'arcipelago delle isole Eolie, in Sicilia.
Amministrativamente appartengono a Lipari, comune italiano della città metropolitana di Messina in Sicilia.
Si trovano nel miniarcipelago dell'isola di Panarea.